# Розсвітівська сільська рада (Белебеївський район)
Розсві́тівська сільська рада (рос. Рассветовский сельский совет) — муніципальне утворення у складі Белебеївського району Башкортостану, Росія. Адміністративний центр — присілок Алексієвка.

## Населення
Населення — 981 особа (2019, 1106 в 2010, 1116 в 2002).

## Склад
До складу поселення входять такі населені пункти:
| Населений пункт         | Населення, осіб (2002) | Населення, осіб (2010) |
| ----------------------- | ---------------------- | ---------------------- |
| Алексієвка, присілок    | 538                    | 575                    |
| Дурасово, присілок      | 12                     | 5                      |
| Кирилловка, присілок    | 211                    | 211                    |
| Мохове Болото, присілок | 3                      | 0                      |
| Розсвіт, присілок       | 333                    | 277                    |
| Світловка, присілок     | 19                     | 38                     |